# Spalax golani
Spalax golani es una especie de roedor de la familia Spalacidae.

## Distribución geográfica
Es  endémica del noroeste de Israel,  Monte Hermón, Quneitra y El-Al nas, Altos del Golán, 